# جيمس كارل
جيمس كارل هو نحات كندي، ولد في 1960 في مونتريال في كندا.